# Heinrich August Rothe
Heinrich August Rothe (Dresden, 3 de setembro de 1773 — Erlangen, 1842) foi um matemático alemão.
Foi professor de matemática da Universidade de Erlangen-Nuremberg. Foi aluno de Carl Friedrich Hindenburg.

## Publicações selecionadas
- Formulae De Serierum Reversione Demonstratio Universalis Signis Localibus Combinatorio-Analyticorum Vicariis Exhibita: Dissertatio Academica, Leipzig, 1793.
- "Ueber Permutationen, in Beziehung auf die Stellen ihrer Elemente. Anwendung der daraus abgeleiteten Satze auf das Eliminationsproblem". In Hindenburg, Carl, ed., Sammlung Combinatorisch-Analytischer Abhandlungen, pp. 263–305, Bey G. Fleischer dem jüngern, 1800.
- Systematisches Lehrbuch der Arithmetik, Leipzig, 1811